# Duckeodendron cestroides
Genre
Espèce
Duckeodendron cestroides est une espèce de plantes dicotylédones de la famille des Duckeodendraceae selon la classification de Cronquist, ou de la famille des Solanaceae, sous-famille des Goetzeoideae, selon la classification APG III. C'est la seule espèce connue du genre Duckeodendron (genre monotypique).
C'est un grand arbre originaire des régions tropicales d'Amérique du Sud (Brésil).